# Irina Pavlovna Palej
Irina Pavlovna Palej (21. prosince 1903 Paříž – 15. listopadu 1990 Biarritz) byla ruská princezna a vnučka cara Alexandra II.

## Život
Narodila se 21. prosince 1903 v Paříži jako dcera velkoknížete Pavla Alexandroviče Romanova a princezny Olgy Valerianovny Palej.
Poté, co byl její otec zastřelen, odešla se svou sestrou Natálií do Finska.
Dne 31. března 1923 se vdala za prince Fjodora Alexandroviče Romanova, syna velkoknížete Alexandra Michajloviče. Od roku 1930 žili odděleně a roku 1936 se rozvedli. Měli spolu jednoho syna Michaila Fjodoroviče Romanova (1924–2008)
Roku 1925 otevřela v Quincy-sous-Sénart školu pro dívky.
Během manželství s princem Fjodorem udržovala vztah s hrabětem Hubertem de Monbrison. Dne 7. května 1934 se jim narodila dcera Irina, která získala příjmení Romanovová kvůli skutečnosti, že její matka byla ve v této době ještě provdána za prince Fjodora.
Dne 11. dubna 1959 se provdala za hraběte Huberta de Monbrison.
Zemřela 15. listopadu 1990 v obci Biarritz.